# Williams-Landel-Ferry-Gleichung
Die Williams-Landel-Ferry-Gleichung (nach Malcolm L. Williams, Robert F. Landel und John D. Ferry) beschreibt die Temperaturabhängigkeit von Relaxationsmechanismen bei  amorphen Polymeren und anderen Werkstoffen.
{\displaystyle \log _{10}(a_{T})=-8{,}86\,{\frac {T-T_{\mathrm {s} }}{101{,}6\,\mathrm {K} +T-T_{\mathrm {s} }}}}